# Muntang
Muntang is een bestuurslaag in het regentschap Purbalingga van de provincie Midden-Java, Indonesië. Muntang telt 1461 inwoners (volkstelling 2010).